# Courbefy

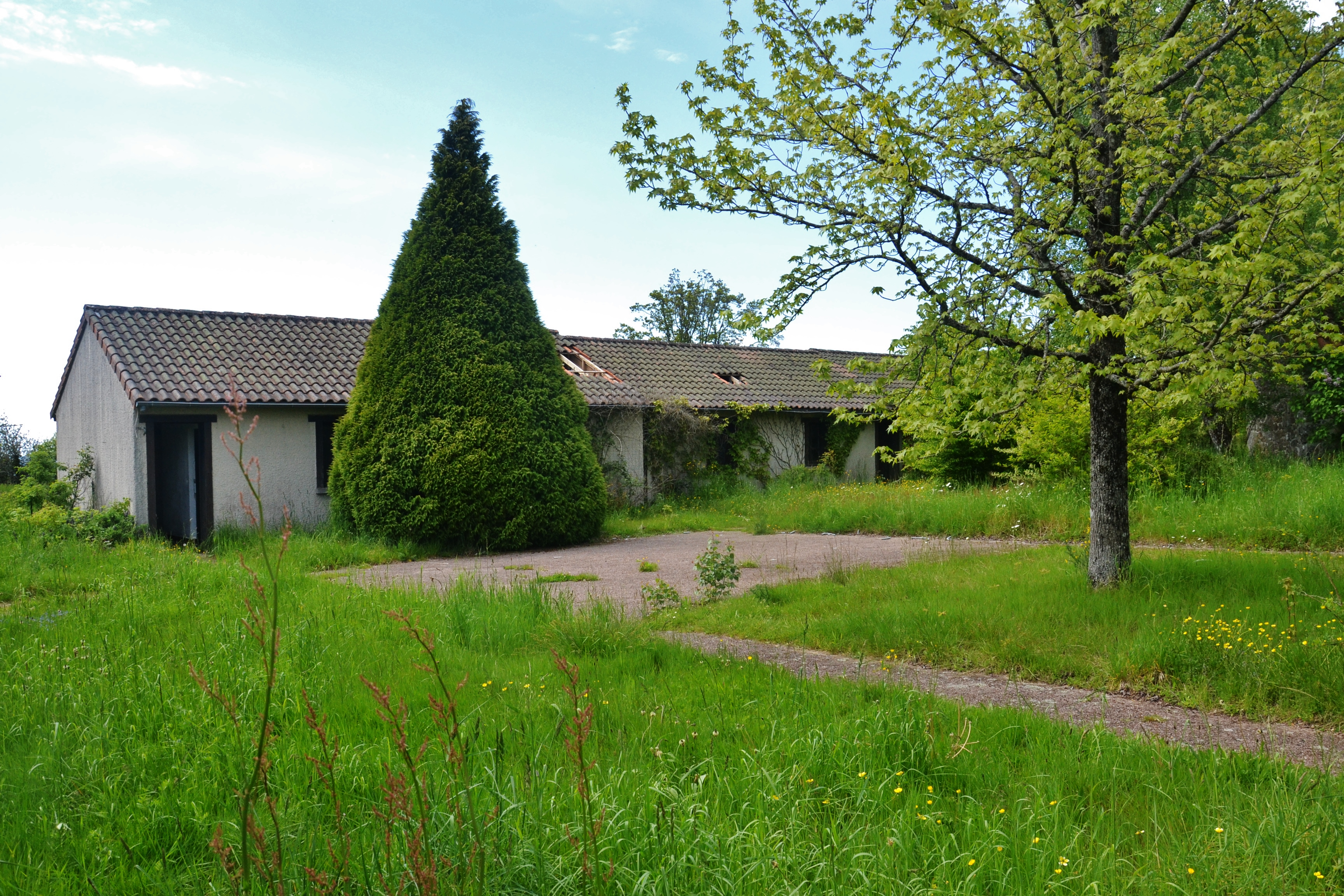
Leerstehendes Haus in Courbefy

Courbefy ist ein Weiler in der französischen Gemeinde Bussière-Galant im Département Haute-Vienne in der Region Nouvelle-Aquitaine und seit 2008 eine Geistersiedlung.

## Geografie
Der Weiler Courbefy liegt auf einer Höhe von 530 Metern an der Grenze zum Département Dordogne, sechs Kilometer östlich von Bussière-Galant und 40 Kilometer südwestlich von Limoges, der nächstgrößten Stadt. Der gesamte Ort ist, mit Ausnahme des Südens, von Wald umgeben.

## Geschichte
Im Mittelalter soll Courbefy noch eine Festung gehabt haben, doch weil sich dort in der Nähe eine Räuberhöhle befand, wurde sie zur Bestrafung im Auftrag des Konsuls von Limoges abgerissen. Während der Französischen Revolution war Courbefy eine selbstständige Gemeinde. 1800 wurde es mit der Nachbargemeinde Saint-Nicolas zu Saint-Nicolas-Courbefy zusammengelegt.
Am 15. November 1973 wurde Saint-Nicolas zu Bussière-Galant eingemeindet; somit war Courbefy wieder „allein“. Seit den 1970er Jahren wechselte der Ort dreimal den Besitzer; zwischenzeitlich diente er als Feriencamp für Kinder. Der letzte Besitzer ging 2008 bankrott und mit ihm verließ auch der letzte Bewohner das Dorf.
Ein Gerichtsverfahren stellte Courbefy im Februar 2012 zur Zwangsversteigerung frei. Die Auktion gewann der südkoreanische Geschäftsmann Yoo Byung-eun für umgerechnet 520.000 €. Yoo wurde 2014 jedoch tot aufgefunden. Das Dorf ist noch immer unbewohnt.

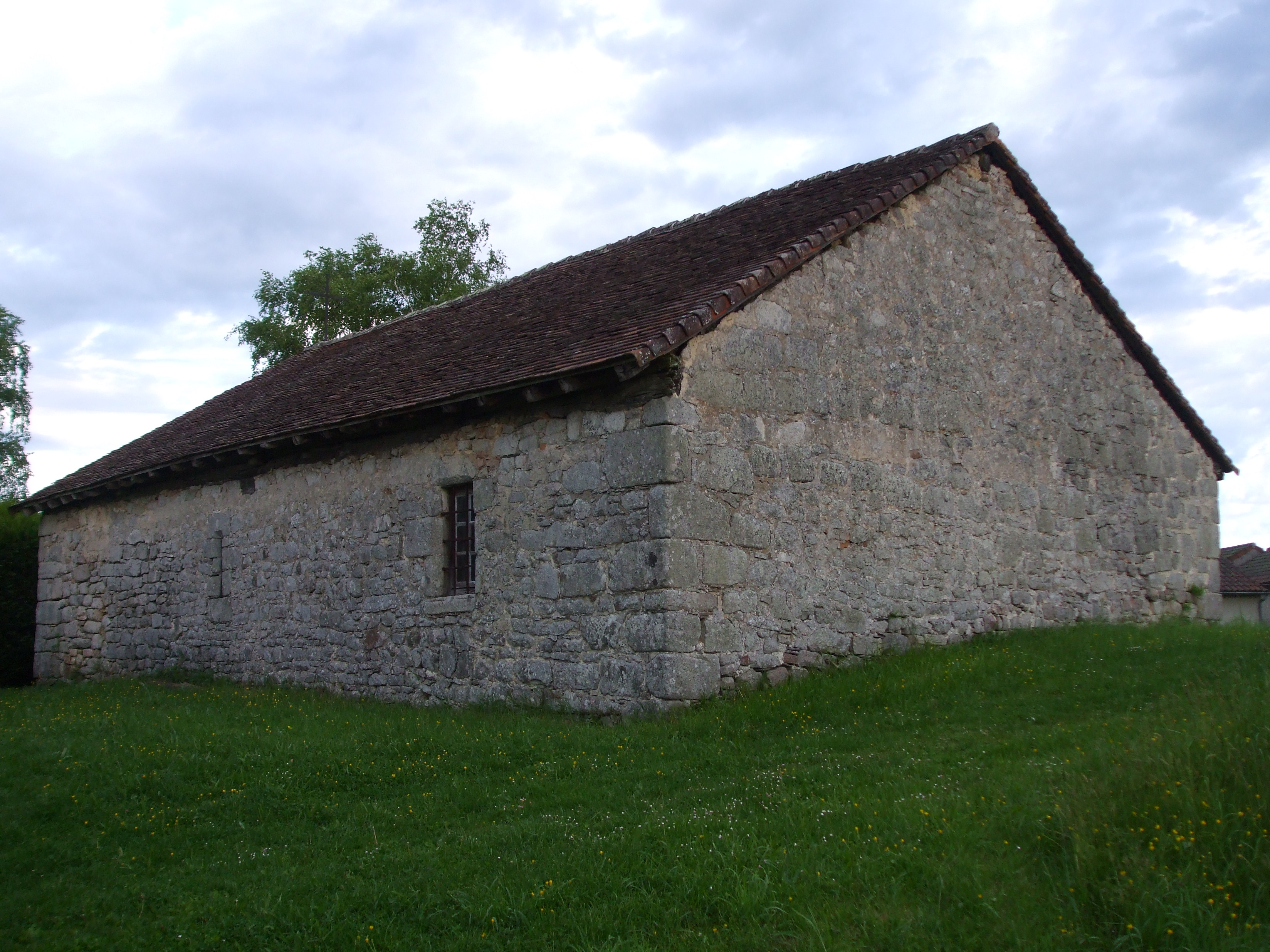
Die Kapelle von Courbefy
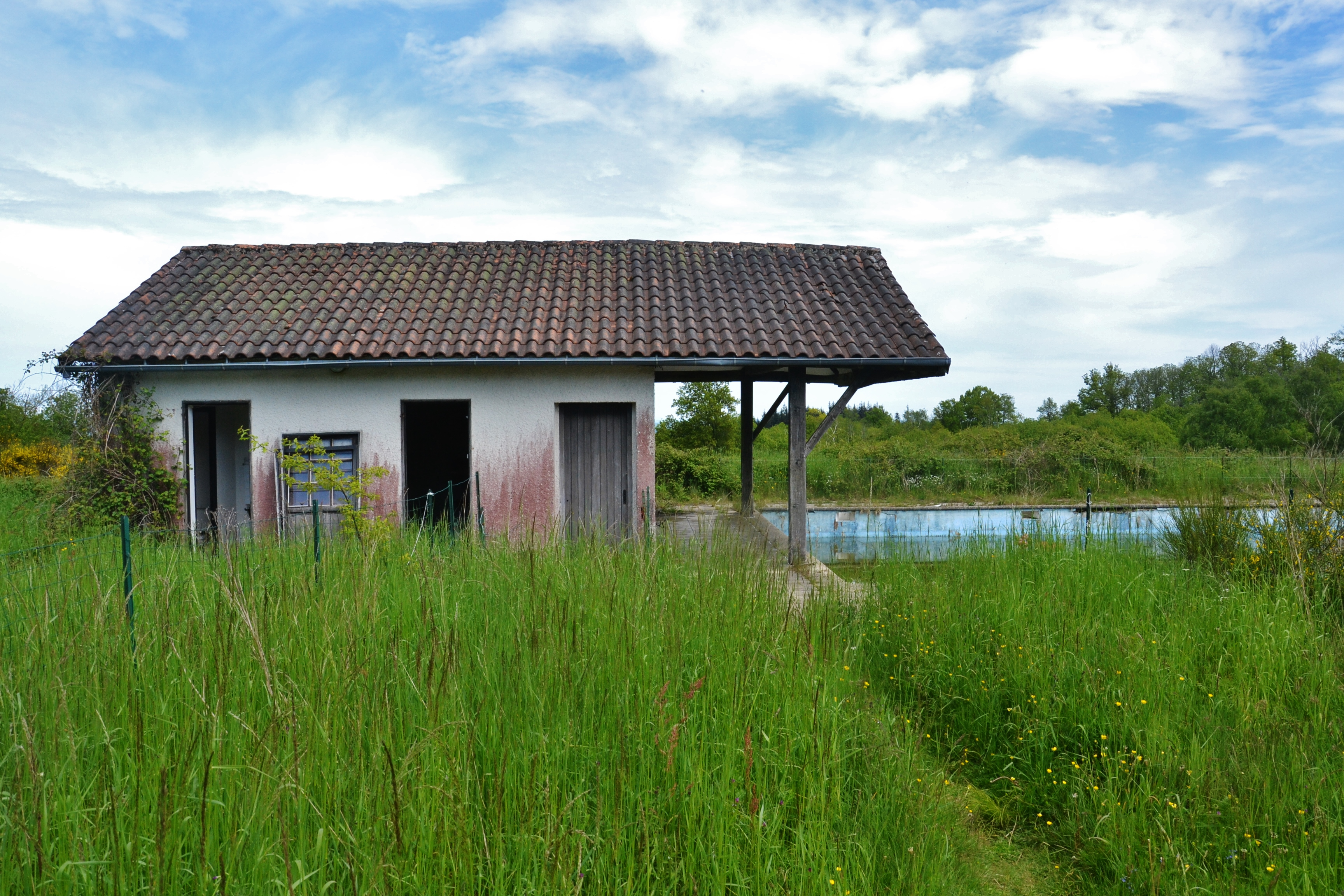
Leerstehendes Haus (Mai 2013)
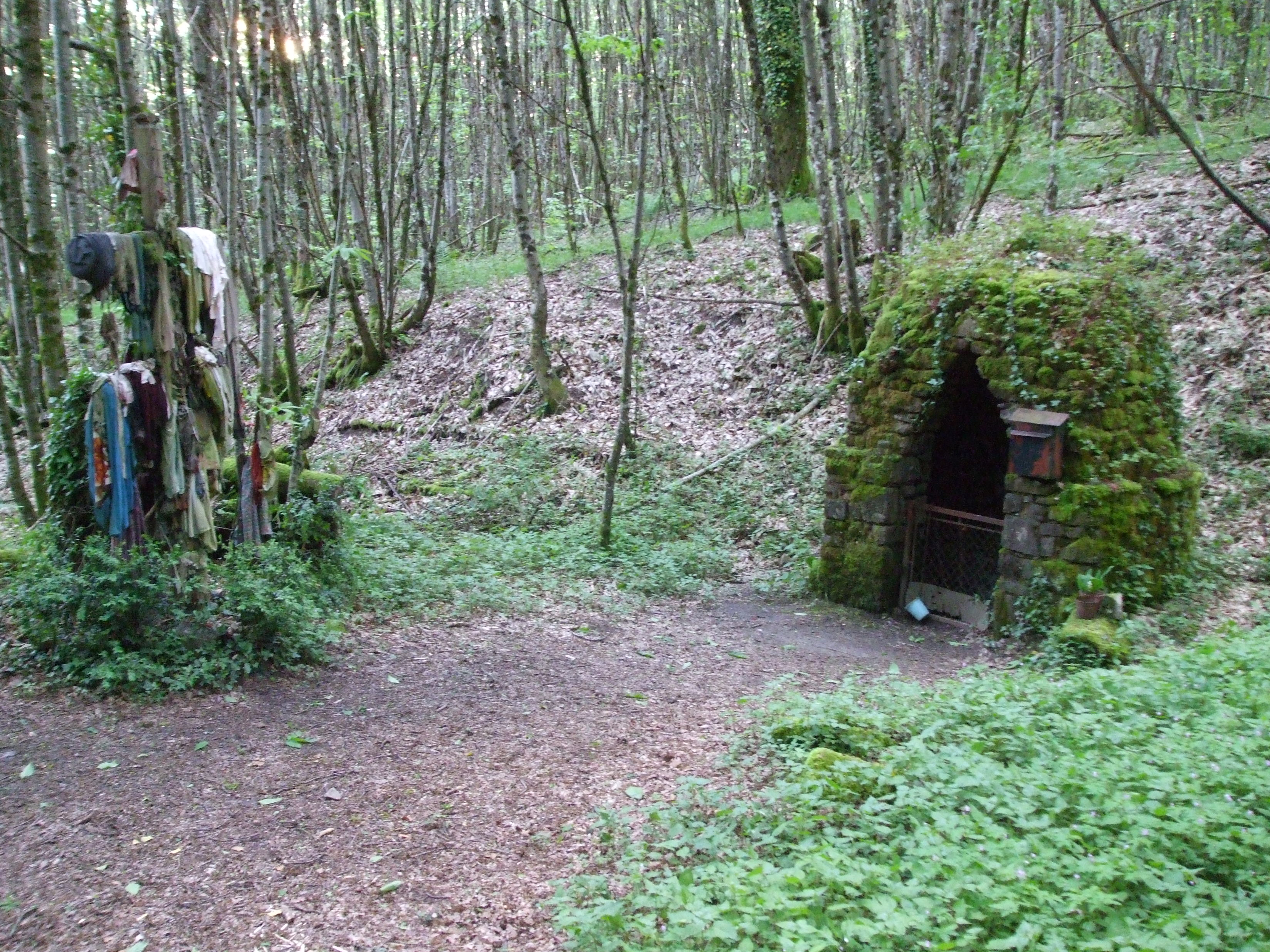
Eine von drei Heiligen Quellen in Courbefy
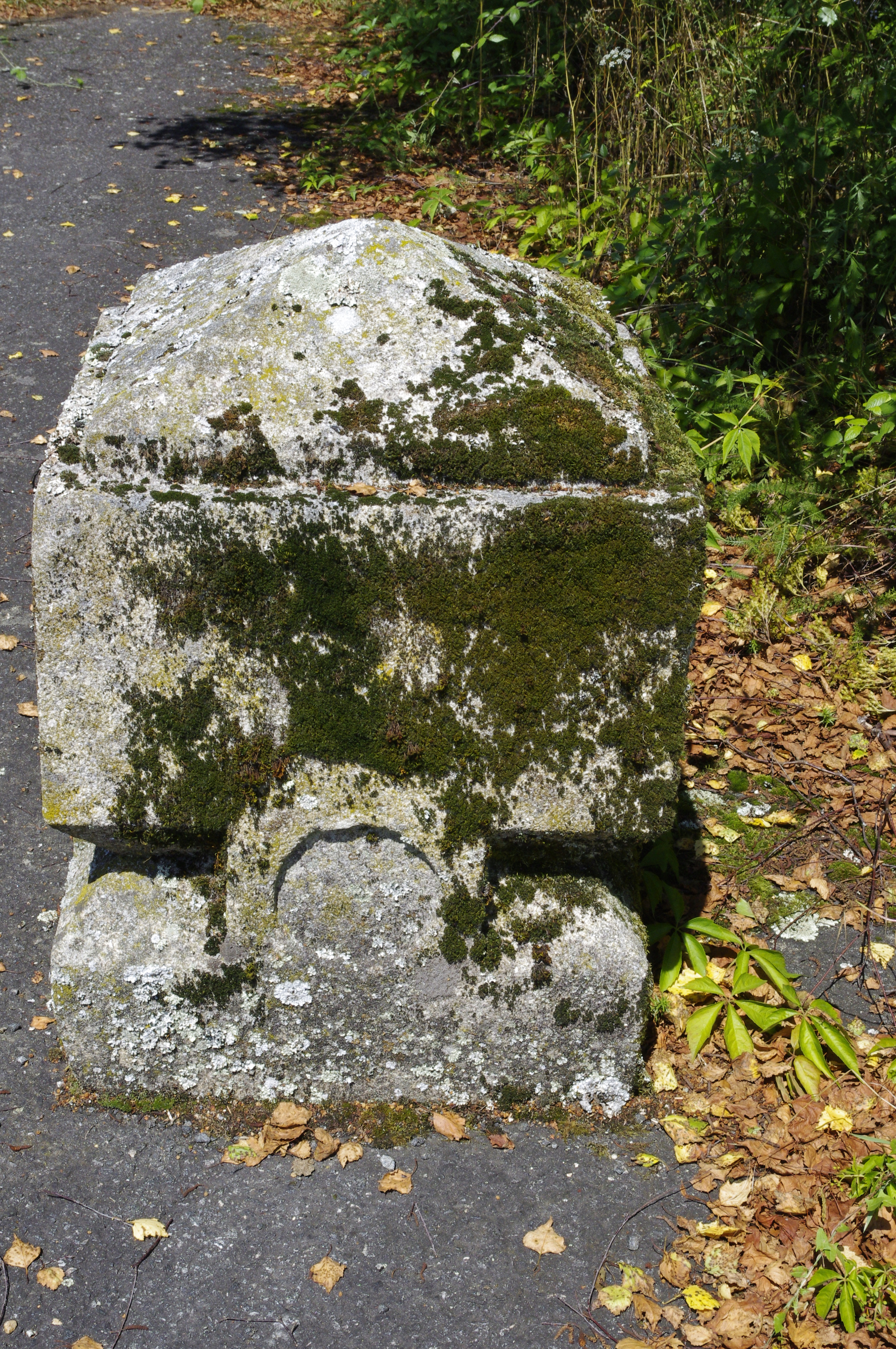
Ein Stein mit Verzierungen
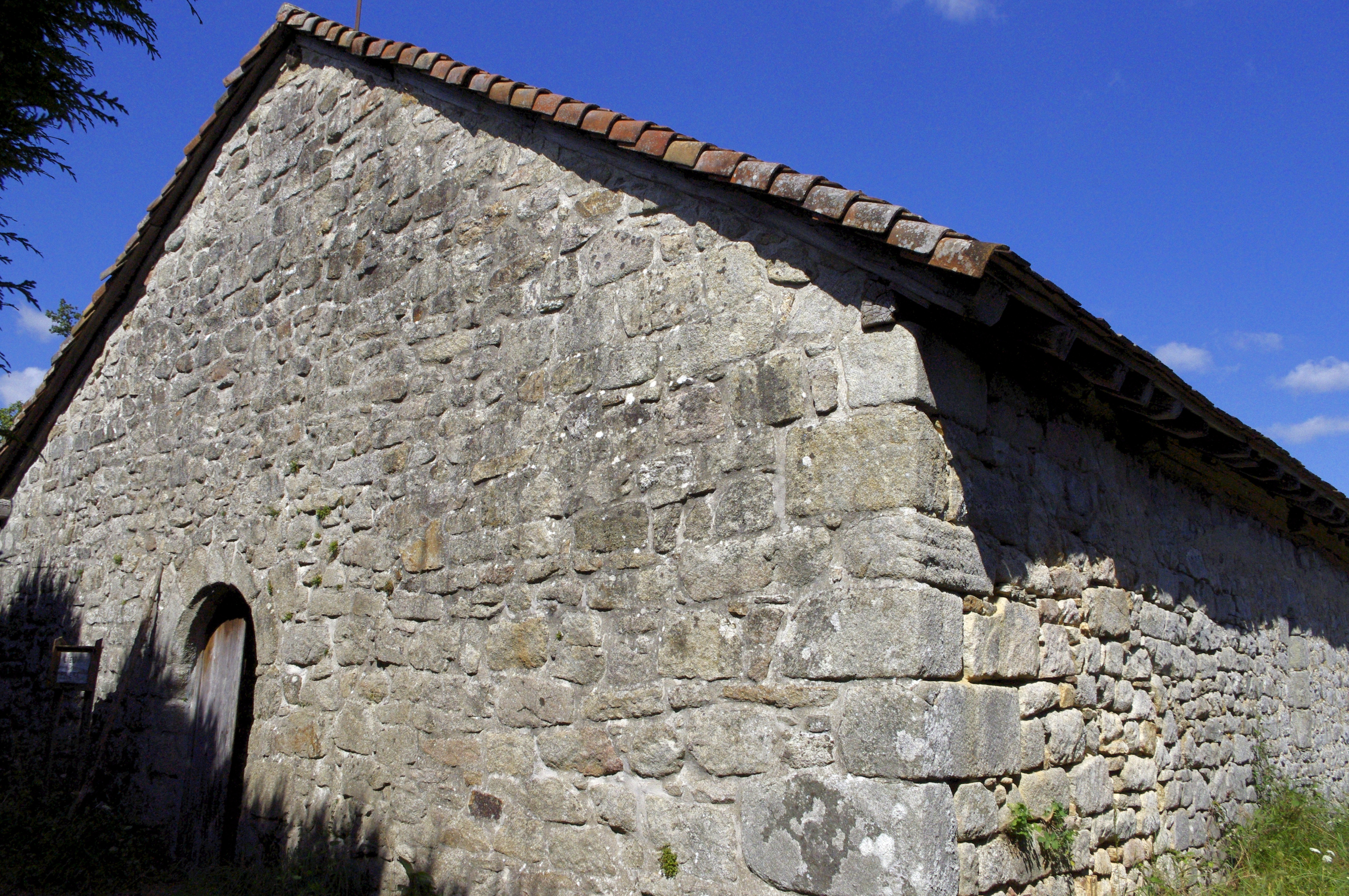
Eingang zur Kapelle
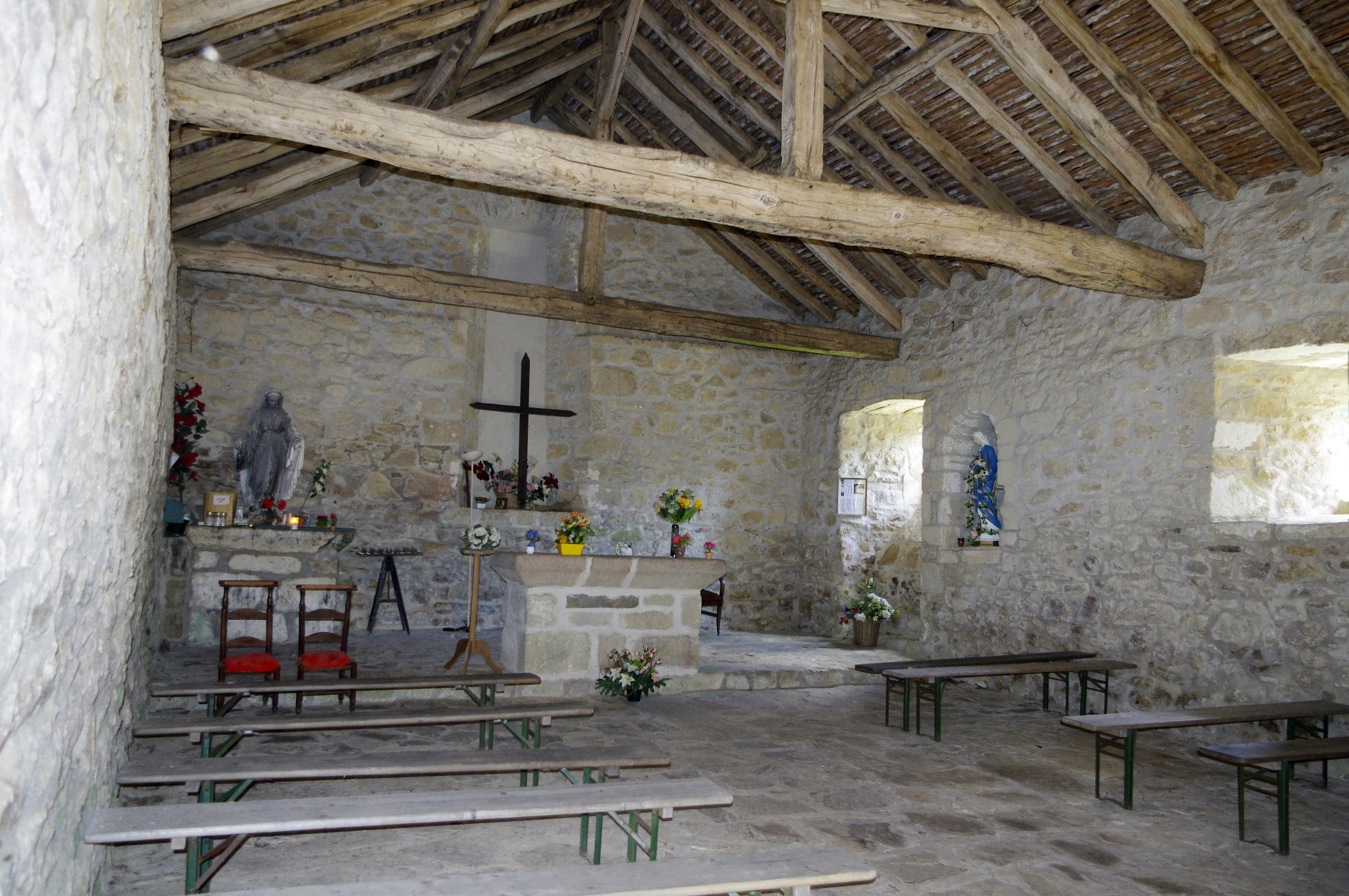
In der Kapelle
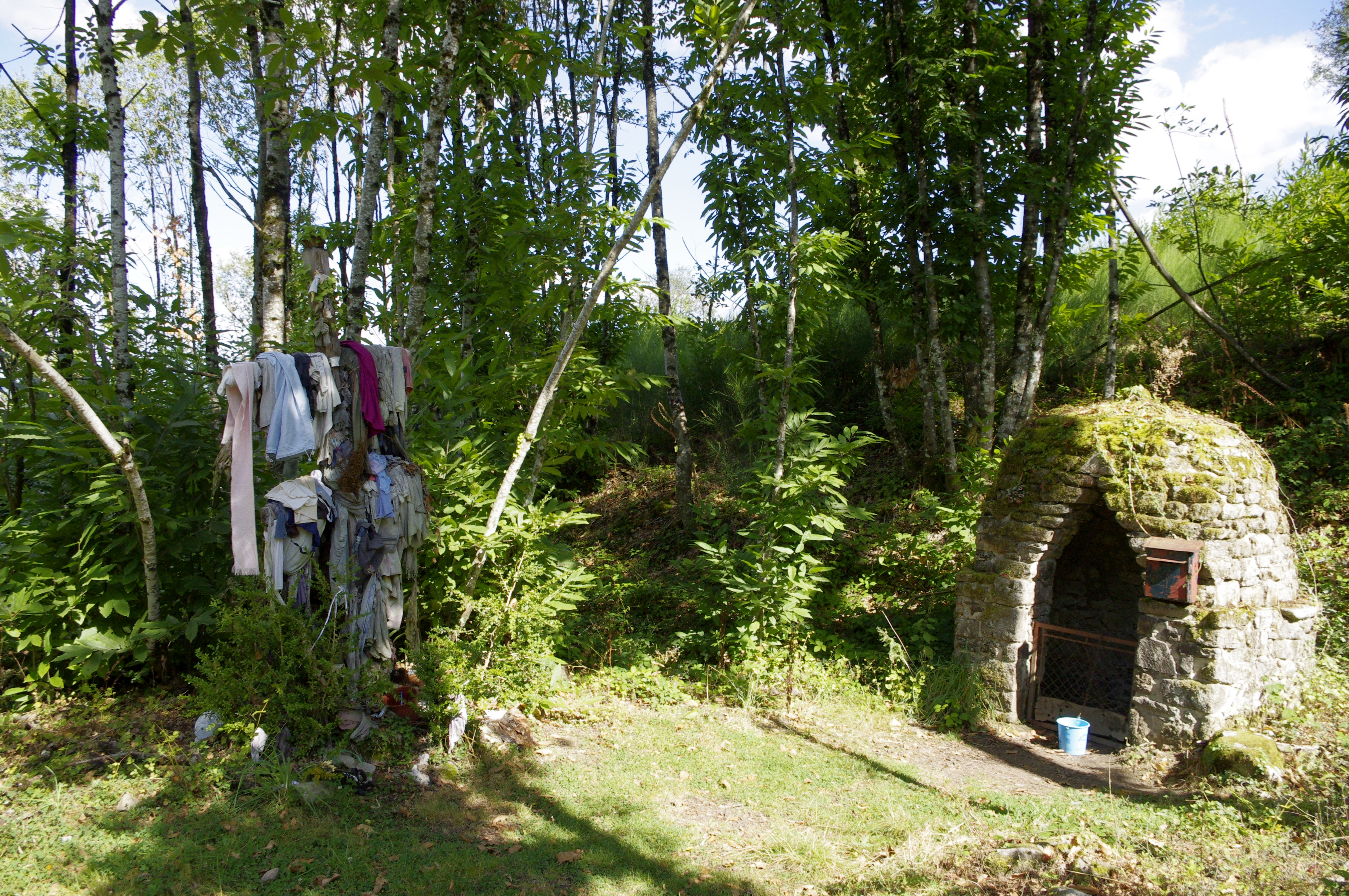
Noch eine Heilige Quelle
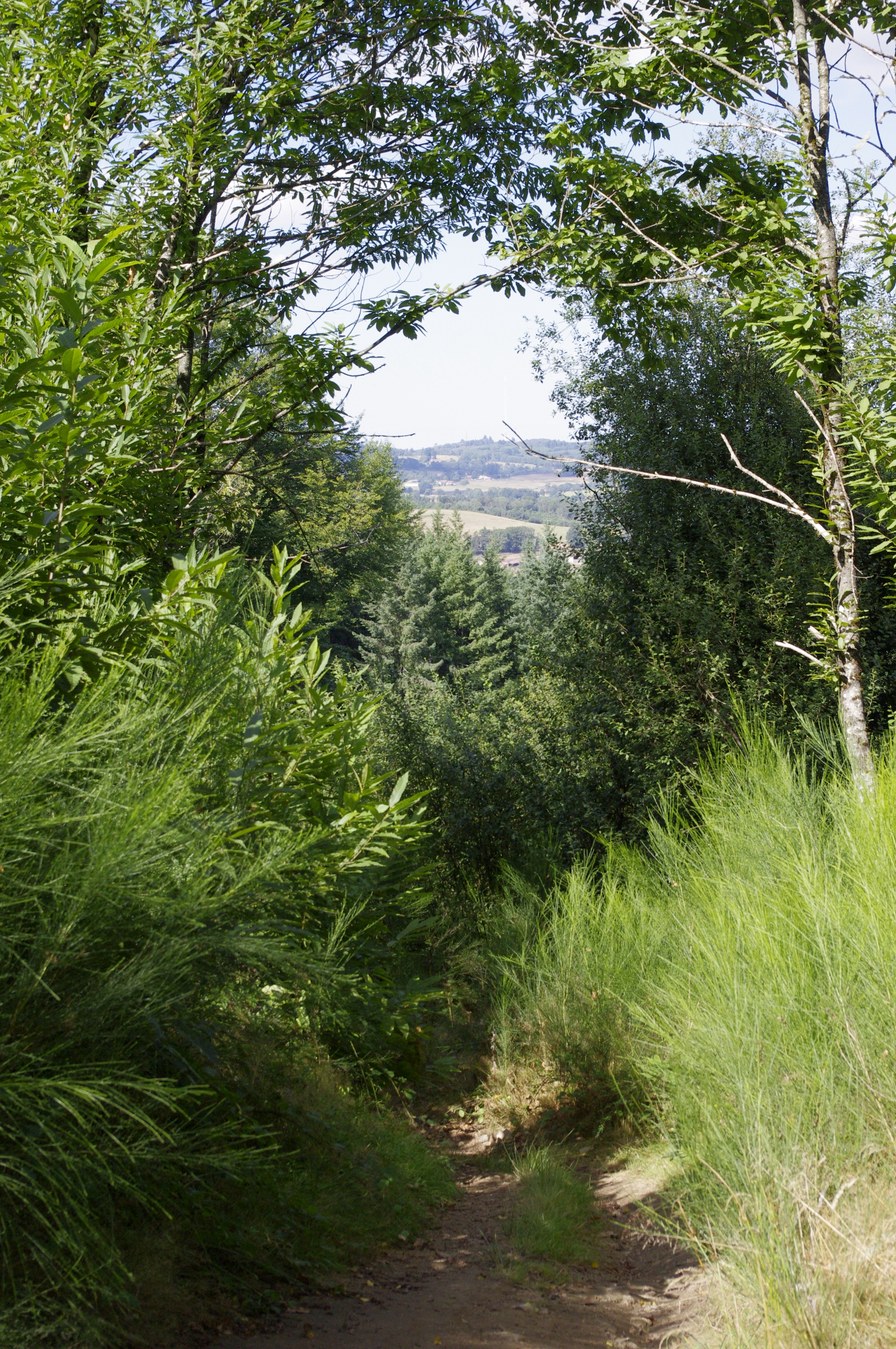
Ein Pfad in der Nähe von einer der Heiligen Quellen
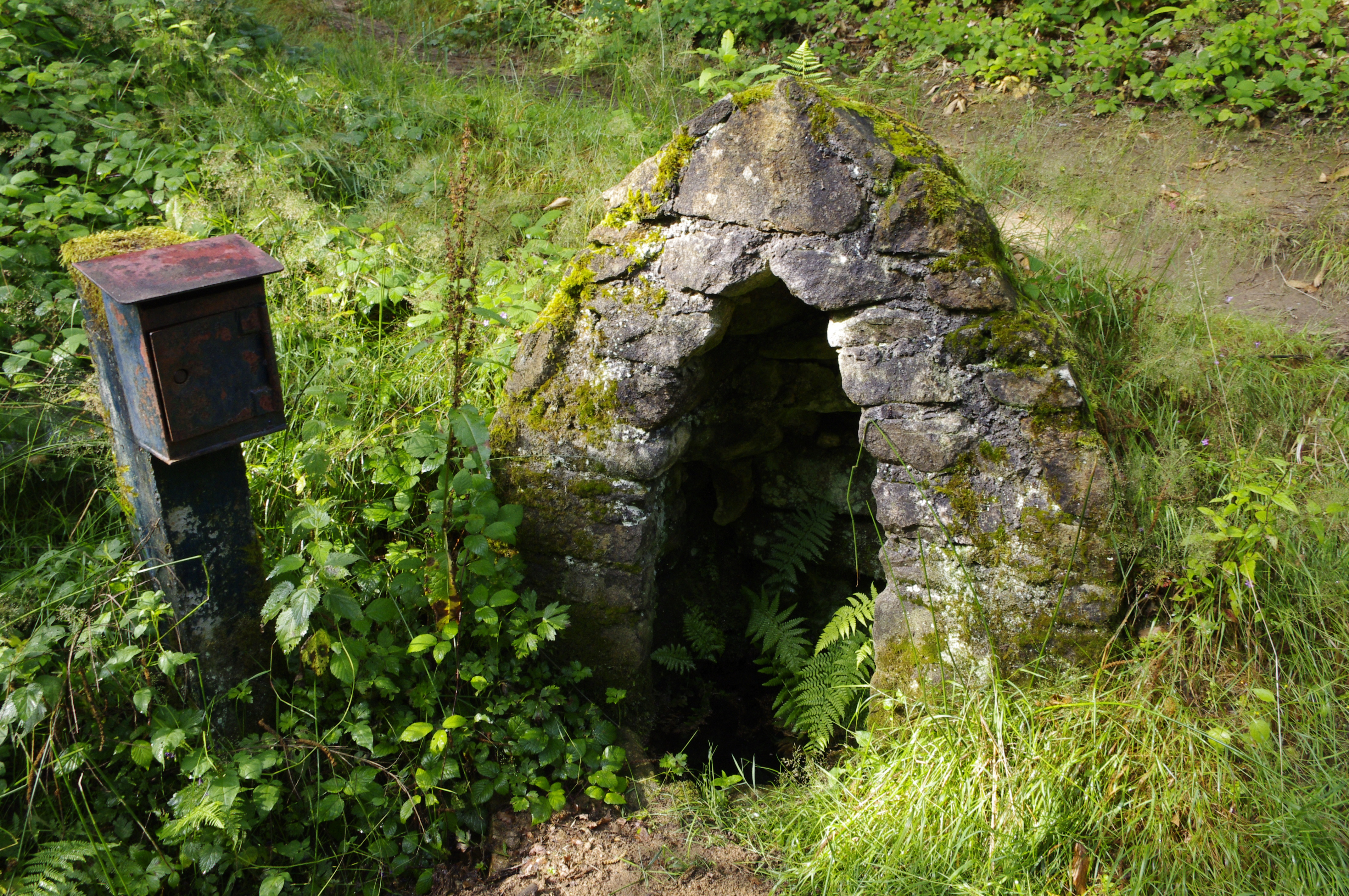
Heilige Quelle
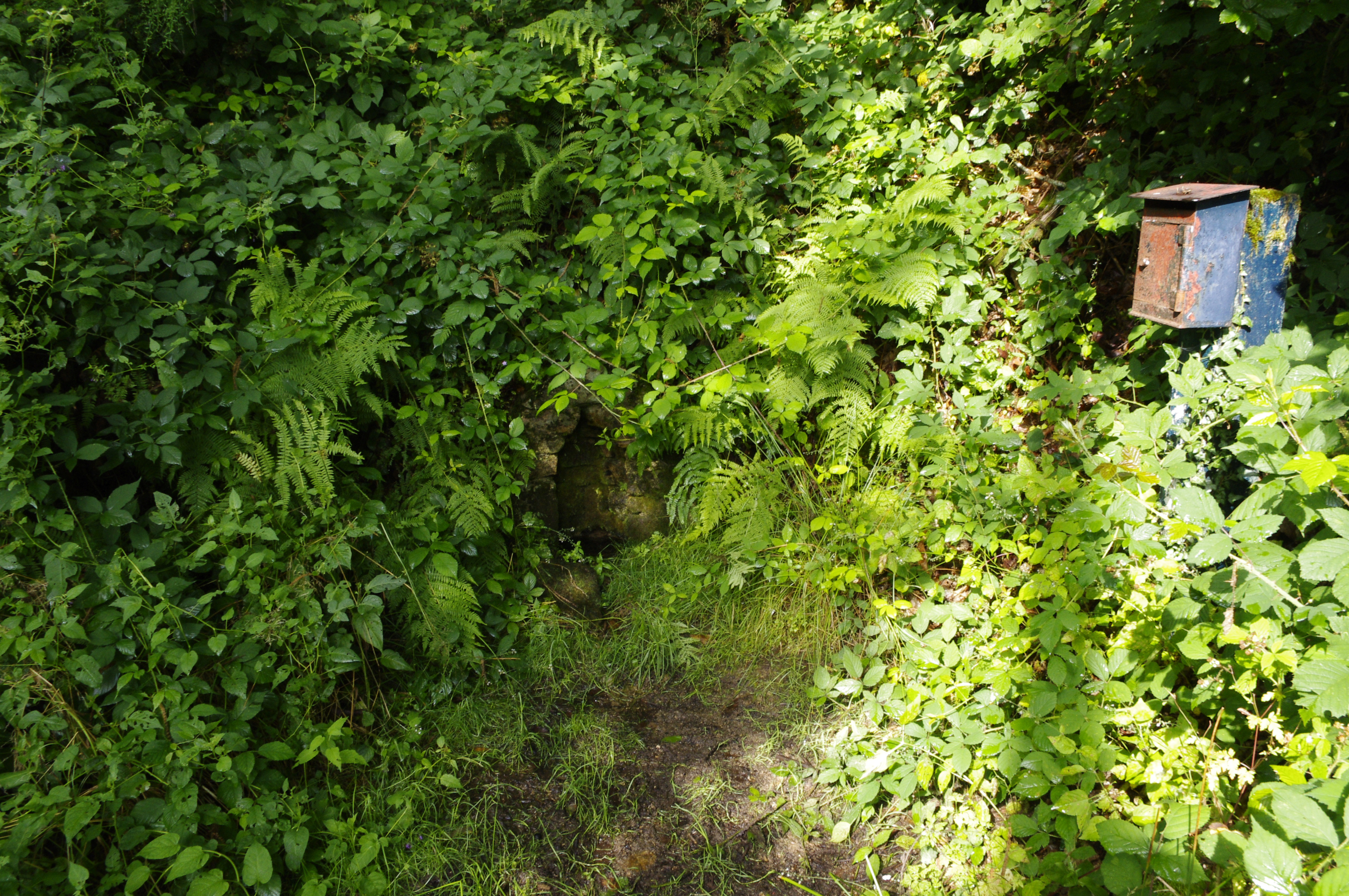
Noch ein Bild einer Heiligen Quellen